# هيومنويد مونستر بيم
هيومند مونستر بيم (باليابانية: 妖怪人間ベム، بالروماجي: Yōkai Ningen Bemu) هو مسلسل أنمي تلفزيوني من إخراج نوبورو إيشيغورو وهيديو واكاباياشي، عرض على تلفزيون فوجي في 7 أكتوبر عام 1968 واستمر عرضه حتى 31 مارس عام 1969، وتكون 26 حلقة. تم إعادة إنتاج الأنمي من قبل استوديو ستوديو كومت، عرض في 1 أبريل عام 2006 واستمر عرضه حتى 7 أكتوبر عام 2006، وتكون من 26 حلقة. بمناسبة الذكرى السنوية الخميسن للسلسلة، تم إنتاج مسلسل أنمي تلفزيوني من استوديو LandQ Studios، تحت عنوان بيم، عرض في 14 يوليو عام 2019 واستمر عرضه حتى 13 أكتوبر عام 2019، وتكون من 12 حلقة. تم إنتاج فيلم أنمي جديد من قبل استوديو برودكشن آي جي تحت عنوان بيم بكوم هيومان، عرض في 2 أكتوبر عام 2020.

## القصة
تدور أحداث القصة عن ثلاثة وحوش يوكاي، بيم وبيلا وبيلو، الذين يصلون إلى ميناء مدينة ساحلية ويصادفون جوًا شريرًا، نتجية عن سلوك غير أخلاقي من قبل البشر و الأذى الذي تسببه وحوش اليوكاي. لذلك قرروا البقاء في المدينة، محاربة الوحوش اليوكاي الأخرى والتي تهاجم البشر.

## الشخصيات

### الشخصيات الرئيسية
بيم
أداء صوتي: كيوشي كوباياشي (1968)، كازوهيكو إينوي (2006)، كاتسويوكي كونيشي (2019)
بيلا
أداء صوتي: هيوكو موري (1968)، كاوري ياماغاتا (2006)، ماو إيتشيميتشي (2019)
بيلو
أداء صوتي: ماري شيميزو (1968)، آي هوراناي (2006)، كينشو أونو (2019)

### شخصيات أنمي 2006
كيرا هيوغا
أداء صوتي: يونا إينامورا
سارا كايدو
أداء صوتي: ناويا إيواهاشي
ميتسوكي كيساراغي
أداء صوتي: مينوري تشيهارا
غينباكو هيوغا
أداء صوتي: ماسامي إيواساكي
أورارا هيوغا
أداء صوتي: ميي سونوزاكي
ريكو كايدو
أداء صوتي: ريو نايتو
أومي كايدو
أداء صوتي: ميكي ناغاساوا
ريوكو كيساراغي
أداء صوتي: يوريكو فتشيزاكي
يوزو ميكامي
أداء صوتي: مانابو موراشي
هيتوشي تاموغينرو
أداء صوتي: هيروفومي نوجيما
إيمب
أداء صوتي: ميتسوؤو إيواتا
دانا أوشي
أداء صوتي: روكورو نايا
دوبلجانجر
أداء صوتي: هيرويوكي مياساكو
الراوي
أداء صوتي: ميزوهو سوزوكي

### شخصيات أنمي 2019
السيدة الغامضة
أداء صوتي: مايا ساكاموتو
جويل وودز
أداء صوتي: كينجي نومورا
سونيا سمرز
أداء صوتي: مآيا أوتشيدا
دكتور ريسايكل
أداء صوتي: جونيتشي سوابي
داريل بريسون
أداء صوتي: سوما سايتو
رودي والكر
أداء صوتي: كوتارو نيشياما
هيلموت فيلت
أداء صوتي: دايسكي أونو

### شخصيات فيلم الأنمي 2020
بورغس
أداء صوتي: توشيا مياتا
مانستول
أداء صوتي: كويتشي ياماديرا
إيما
أداء صوتي: نانا ميزوكي
دراكو
أداء صوتي: واتارو تاكاغي
غريتا
أداء صوتي: شيزوكا إيتو

## وصلات خارجية
- Official site of the remake باللغة اليابانية
- Official site of the TV drama باللغة اليابانية
- Animax East Asia's official website for Humanoid Monster Bem
- هيومنويد مونستر بيم على موقع IMDb (الإنجليزية)
- هيومنويد مونستر بيم على موقع كينوبويسك (الروسية)
- هيومنويد مونستر بيم على موقع قاعدة بيانات الفيلم (الإنجليزية)
- هيومنويد مونستر بيم على موقع ANN anime (الإنجليزية)